# Rynchopidae
Los rincópidos (Rynchopidae) son una familia de aves del orden Charadriiformes conocidas vulgarmente como rayadores o picos tijera. Es un grupo pequeño de aves similares a los charranes. La familia se compone de un solo género, Rynchops, y sus tres especies que se encuentran en América, África y el sur de Asia.
Las tres especies tienen una mandíbula alargada. Se alimentan volando bajo, sobre las superficies acuáticas, con la mandíbula surcando el agua para atrapar pequeños peces.
Son especies tropicales y subtropicales que ponen de 3 a 6 huevos en playas arenosas. La hembra los empolla. Las tres especies son vulnerables a la perturbación de sus hábitats de anidación, debido a que son restringidos. La especie asiática Rynchops albicollis se considera vulnerable por la IUCN debido a perturbación de las playas donde anida y a la destrucción y degradación de los lagos y ríos que usa para alimentarse.

## Taxonomía
Para una clasificación alternativa se puede ver la taxonomía de Sibley-Ahlquist. El nombre genérico Rynchops a menudo es escrito Rhynchops (como en algunas de las últimas ediciones de los trabajos de Linneo), pero aún la primera versión es taxonómicamente válida por ser la grafía original de Linneo.
Género Rynchops
- Rynchops niger Linnaeus, 1758, rayador americano
- Rynchops flavirostris Vieillot, 1816, rayador africano
- Rynchops albicollis Swainson, 1838, rayador indio